# Aleksandr Gretxanínov
Aleksandr Tíkhonovitx Gretxanínov, en rus Александр Тихонович Гречанинов (Kaluga, 25 d'octubre de 1864 - Nova York, 3 de gener de 1956), fou un compositor rus emmarcat dins del Romanticisme tardà.

## Biografia
Gretxanínov va començar tard els estudis de música, ja que el seu pare, un home de negocis, esperava que el seu fill es fes càrrec de l'empresa familiar. El mateix compositor deia que no va veure un piano fins que va complir els 14 anys i va començar a estudiar al Conservatori de Moscou, l'any 1881, en contra de la voluntat del seu pare i sense que aquest se n'adonés. Els seus principals professors van ser Serguei Tanéiev i Anton Arenski. A finals dels anys 80, després d'una disputa amb Arenski es va traslladar a Sant Petersburg on va estudiar composició i orquestració amb Nikolai Rimski-Kórsakov fins al 1893. Immediatament Rimski-Kórsakov va reconèixer l'extraordinària imaginació i talent musical de Gretxanínov i li va dedicar hores extres, així com una considerable ajuda econòmica, la qual cosa el va ajudar bastant a subsistir, ja que els seus pares no li donaven suport econòmic. Arran d'això va sorgir una gran amistat entre els dos compositors que va durar fins a la mort de Rimski-Kórsakov, l'any 1908. És de suposar, per tant, la gran influència de la música de Rimski-Kórsakov en les obres primerenques de Gretxanínov, com és el cas del seu Quartet de corda núm. 1, amb què va aconseguir el primer premi en un concurs de composició.
L'any 1896 va tornar a Moscou i es va dedicar a la composició de música per a teatres, òperes i per a l'Església Ortodoxa Russa. Les seves obres, especialment aquestes de caràcter vocal, van tenir gran èxit a Rússia. L'any 1910 gaudia ja d'una gran distinció, fins al punt que el tsar el va obsequiar amb una pensió anual.
Tot i que Gretxanínov va romandre bastants anys a Rússia després de la Revolució, finalment va haver d'emigrar, primer a França, el 1925, i després als Estats Units el 1939, on va romandre la resta dels seus dies. Va morir a Nova York a l'edat de 91 anys i va ser incinerat en una església russa de Nova Jersey.

## Obres

### Música orquestral
- 5 simfonies (1884, 1908, 1923, 1927, 1936)
- Concert per a violoncel, op.8 (1895)
- Concert per a violí, op.132 (1932)
- Concert per a flauta, arpa i cordes, op.159 (1938)

### Música vocal
- Diverses òperes, com Dobrinia Nikititx, op. 22 (1901)
- Cançons (un cicle Les Fleurs du mal op. 48)
- Sonetti romani op. 160, per a veu i piano (text en rus)
- Vers la victoire (cap a la victòria) (1943)

Música vocal litúrgica
- Setmana de la Passió, op.58 (1911)
- Litúrgica Domèstica, op.79 (1917)
- Missa Oecumenica, op.142 (1936)
- Missa Festiva, op.154 (1937)
- Et in Terra Pax, missa, op.166 (1942)
- Missa Sancti Spiritus (1943)

### Música de cambra
- Quatre quartets de cordes (1893, 1914, 1916, 1929)
- Dos trios amb piano (1906, 1931)
- Dues sonates per a piano (1931, 1942)
- Obres per a piano sol